# So Sick
"So Sick" là một bài hát của nghệ sĩ thu âm người Mỹ Ne-Yo nằm trong album phòng thu đầu tay của anh, In My Own Words (2006). Nó được phát hành lần đầu tiên ở Hoa Kỳ vào ngày 22 tháng 11 năm 2005, trước khi được phát hành lại ở những thị trường khác vào ngày 24 tháng 1 năm 2006 bởi Def Jam Recordings.

## Sáng tác
Bài hát được đồng viết lời bởi nam ca sĩ với những nhà sản xuất nó Mikkel S. Eriksen và Tor Erik Hermansen thuộc đội sản xuất Stargate, những người cũng đồng thời là cộng tác viên quen thuộc xuyên suốt sự nghiệp của anh, và cả ba nghệ sĩ còn tiếp tục hợp tác viết lời trong những tác phẩm của nhiều nghệ sĩ khác như Beyoncé và Rihanna. "So Sick" là một bản R&B ballad mang nội dung đề cập đến việc một người đàn ông cảm thấy chán nản khi phải liên tục nghe những bản tình ca bởi chúng đều nhắc anh nhớ về tình yêu đã mất của mình. Đây là một trong bốn tác phẩm được Stargate thực hiện cho In My Own Words, bên cạnh "Sexy Love", "Let Go" và "Time".

## Đón nhận
Sau khi phát hành, "So Sick" nhận được những phản ứng tích cực từ các nhà phê bình âm nhạc, trong đó họ đánh giá cao giai điệu ấm áp và thích hợp để nghe vào mùa đông, chất giọng cảm xúc của Ne-Yo và quá trình sản xuất nó. Ngoài ra, bài hát còn gặt hái nhiều giải thưởng và để cử tại những lễ trao giải lớn, bao gồm một đề cử giải Grammy ở hạng mục Trình diễn giọng R&B nam xuất sắc nhất tại lễ trao giải thường niên lần thứ 49. "So Sick" cũng tiếp nhận những thành công lớn về mặt thương mại, đứng đầu bảng xếp hạng ở Vương quốc Anh và lọt vào top 10 ở nhiều quốc gia bài hát xuất hiện, bao gồm vươn đến top 5 ở những thị trường lớn như Úc, Ireland, New Zealand và Thụy Sĩ. Tại Hoa Kỳ, nó đạt vị trí số một trên bảng xếp hạng Billboard Hot 100 trong hai tuần liên tiếp, trở thành đĩa đơn quán quân đầu tiên trong sự nghiệp của Ne-Yo tại đây. Tính đến nay, nó đã bán được hơn 5 triệu bản trên toàn cầu, trở thành một trong những đĩa đơn bán chạy nhất mọi thời đại.

## Video âm nhạc
Video âm nhạc cho "So Sick" được đạo diễn bởi Hype Williams và ghi hình ở nhiều địa điểm khác nhau thuộc Aspen, Colorado, trong đó bao gồm những cảnh Ne-Yo hát trong một căn nhà và suy nghĩ về những ký ức hạnh phúc với người bạn gái cũ. Nó đã nhận được nhiều lượt yêu cầu phát sóng liên tục trên những kênh truyền hình, như MTV, VH1 và BET, đồng thời gặt hái hai đề cử tại giải Video âm nhạc của MTV Nhật Bản năm 2007 cho Video của nghệ sĩ mới xuất sắc nhất và Video R&B xuất sắc nhất, và chiến thắng hạng mục đầu tiên. Để quảng bá bài hát, nam ca sĩ đã trình diễn nó trên nhiều chương trình truyền hình và lễ trao giải lớn, bao gồm CD:USA, The Late Late Show with Craig Ferguson, Live! with Regis and Kelly, Top of the Pops và giải BET năm 2006, cũng như trong nhiều chuyến lưu diễn của anh. Kể từ khi phát hành, "So Sick" đã được hát lại và sử dụng làm nhạc mẫu bởi nhiều nghệ sĩ, như Justin Bieber, Niall Horan, Zayn Malik, Sam Tsui, Mabel và Samantha Harvey.

## Danh sách bài hát
| - Đĩa CD tại châu Âu 1. "So Sick" – 3:29 2. "So Sick" (không lời) – 3:29 - Đĩa CD maxi tại châu Âu 1. "So Sick" – 3:29 2. "So Sick" (không lời) – 3:29 3. "Sign Me Up" – 3:27 4. "So Sick" (video ca nhạc) – 3:32 | - Đĩa CD tại Anh quốc 1. "So Sick" – 3:29 2. "Sign Me Up" – 3:27 - Đĩa 12" tại Anh quốc 1. "So Sick" – 3:29 2. "So Sick" (không lời) – 3:29 3. "Get Down Like That" (phối lại) – 4:06 |

## Xếp hạng
| Bảng xếp hạng (2006-07)                  | Vị trí cao nhất |
| ---------------------------------------- | --------------- |
| Úc (ARIA)                                | 4               |
| Áo (Ö3 Austria Top 40)                   | 21              |
| Bỉ (Ultratop 50 Flanders)                | 17              |
| Cộng hòa Séc (Rádio Top 100)             | 16              |
| Đan Mạch (Tracklisten)                   | 10              |
| Châu Âu (European Hot 100 Singles)       | 1               |
| Pháp (SNEP)                              | 11              |
| Đức (Official German Charts)             | 11              |
| Hungary (Rádiós Top 40)                  | 7               |
| Ireland (IRMA)                           | 2               |
| Ý (FIMI)                                 | 30              |
| Hà Lan (Dutch Top 40)                    | 11              |
| Hà Lan (Single Top 100)                  | 11              |
| New Zealand (Recorded Music NZ)          | 2               |
| Na Uy (VG-lista)                         | 10              |
| Slovakia (Rádio Top 100)                 | 94              |
| Thụy Sĩ (Schweizer Hitparade)            | 5               |
| Anh Quốc (OCC)                           | 1               |
| Hoa Kỳ Billboard Hot 100                 | 1               |
| Hoa Kỳ Hot R&B/Hip-Hop Songs (Billboard) | 3               |
| Hoa Kỳ Pop Airplay (Billboard)           | 1               |
| Hoa Kỳ Rhythmic (Billboard)              | 1               |

| Bảng xếp hạng (2006)                 | Vị trí |
| ------------------------------------ | ------ |
| Australia (ARIA)                     | 28     |
| Australia Urban (ARIA)               | 6      |
| Belgium (Ultratop 50 Flanders)       | 79     |
| Europe (European Hot 100 Singles)    | 61     |
| Germany (Official German Charts)     | 75     |
| Hungary (Rádiós Top 40)              | 37     |
| Japan (Tokyo Hot 100)                | 97     |
| Netherlands (Dutch Top 40)           | 90     |
| New Zealand (Recorded Music NZ)      | 20     |
| Romania (UPFR)                       | 90     |
| Switzerland (Schweizer Hitparade)    | 46     |
| UK Singles (Official Charts Company) | 32     |
| US Billboard Hot 100                 | 17     |
| US Hot R&B/Hip-Hop Songs (Billboard) | 3      |
| US Pop Songs (Billboard)             | 28     |
| US Rhythmic (Billboard)              | 9      |

## Chứng nhận
| Quốc gia | Chứng nhận  | Số đơn vị/doanh số chứng nhận |
| --- | ----------- | ----------------------------- |
| Úc (ARIA) | Vàng        | 35.000^                       |
| Đan Mạch (IFPI Đan Mạch) | Vàng        | 15.000^                       |
| Pháp (SNEP) | —           | 36,700                        |
| Đức (BVMI) | Vàng        | 250.000‡                      |
| Nhật Bản (RIAJ) | 2× Bạch kim | 500.000^                      |
| Anh Quốc (BPI) | Bạch kim    | 600.000‡                      |
| Hoa Kỳ (RIAA) | Vàng        | 500.000*                      |
| Nhạc chuông |             |                               |
| Hoa Kỳ (RIAA) Nhạc chuông | Bạch kim    | 1.000.000^                    |
| * Chứng nhận dựa theo doanh số tiêu thụ. ^ Chứng nhận dựa theo doanh số nhập hàng. ‡ Chứng nhận dựa theo doanh số tiêu thụ và phát trực tuyến. |             |                               |